# هربرت جی. کراپ
هربرت جی. کراپ (انگلیسی: Herbert J. Krapp؛ ۱۸۸۷ – ۱۹۷۳) یک معمار اهل ایالات متحده آمریکا بود.
شهرت وی به دلیل طراحی و ساخت چندین سالن تئاتر در کشور آمریکا است. از آثار وی میتوان به تئاتر ساموئل جی. فریدمن و تئاتر اد سالیوان اشاره کرد.